# Invincible Shield
Invincible Shield är det engelska heavy metal-bandet Judas Priests nittonde studioalbum, utgivet den 6 mars 2024 av Sony i Japan. Två dagar senare gavs det även ut globalt genom Columbia Records och Epic Records.
Albumet producerades av bandets turnerande gitarrist Andy Sneap, samtidigt som albumets två sista spår (”Sons of Thunder” och ”Giants in the Sky”) samproducerades av Tom Allom. Albumet debuterade som nummer två på UK Albums Chart, vilket är den högsta placeringen i bandets diskografi hittills. I USA debuterade albumet på plats 18 på Billboard 200 och toppade Billboard Top Hard Rock Albums med 25 000 albumekvivalenta enheter under den första veckan.

## Låtlista
Alla låtar är komponerade av Glenn Tipton, Richie Faulkner och Rob Halford utom "The Lodger" av Bob Halligan Jr.
| Nr           | Titel                    | Längd |
| ------------ | ------------------------ | ----- |
| 1.           | Panic Attack             | 5:25  |
| 2.           | The Serpent and the King | 4:19  |
| 3.           | Invincible Shield        | 6:21  |
| 4.           | Devil in Disguise        | 4:46  |
| 5.           | Gates of Hell            | 4:38  |
| 6.           | Crown of Horns           | 5:45  |
| 7.           | As God Is My Witness     | 4:36  |
| 8.           | Trial by Fire            | 4:21  |
| 9.           | Escape from Reality      | 4:24  |
| 10.          | Sons of Thunder          | 2:58  |
| 11.          | Giants in the Sky        | 5:03  |
| Total längd: | Total längd:             | 52:36 |

| 12.          | Fight of Your Life | 4:19  |
| 13.          | Vicious Circle     | 3:01  |
| 14.          | The Lodger         | 3:52  |
| Total längd: | Total längd:       | 63:48 |

## Medverkande
- Rob Halford – sång
- Glenn Tipton – gitarr
- Richie Faulkner – gitarr
- Ian Hill – basgitarr
- Scott Travis – trummor